# Lyžařský orientační běh
Lyžařský orientační běh (ve zkratce LOB nebo SkiO) je zimní varianta orientačního běhu. LOB se jezdí, na místo klasického orientačního běhu, na lyžích.

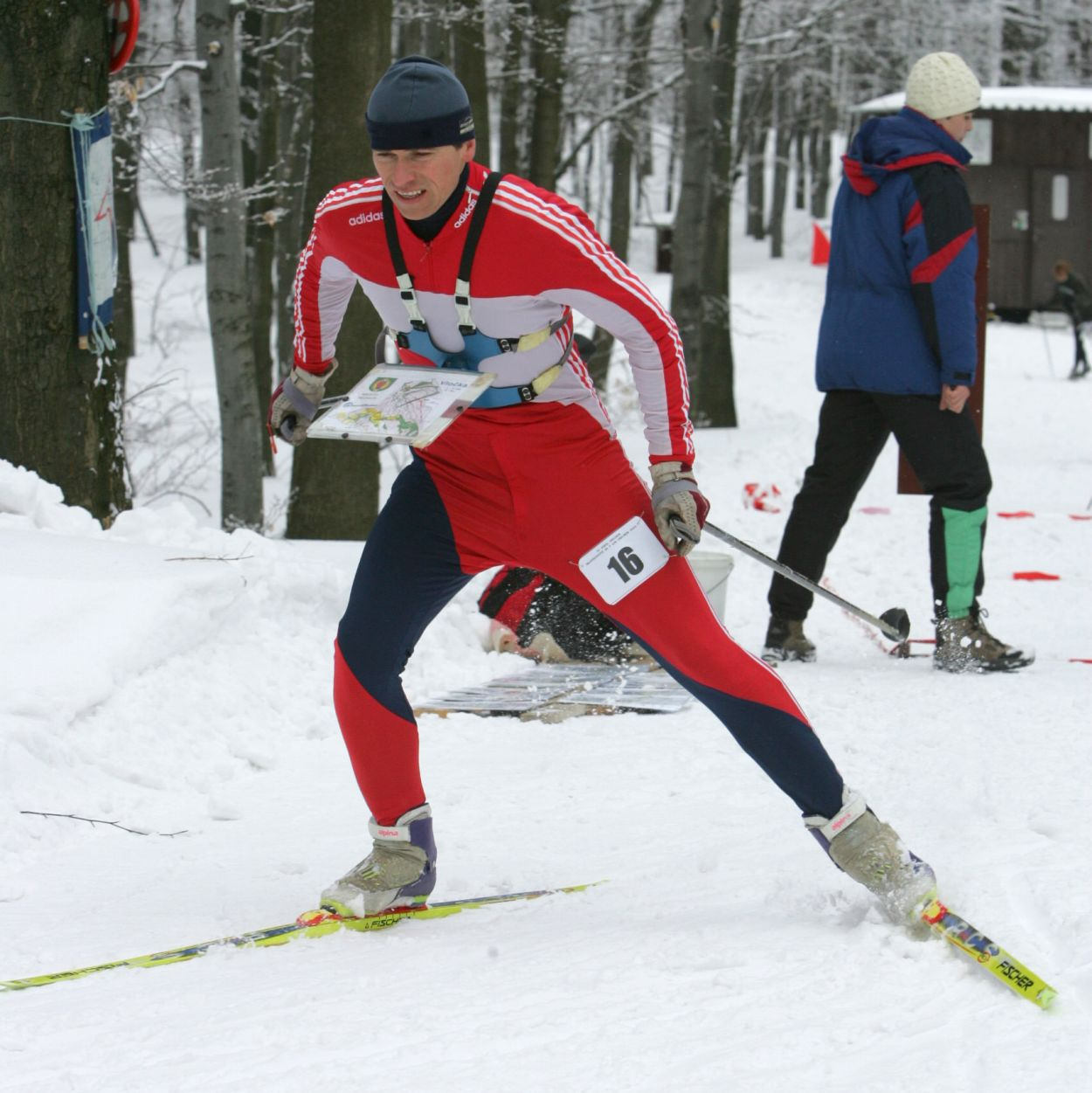
Lyžařský orientační běh

Lyžařští orientační běžci (slangově přezdívaní LOBáci) musí umět nejen dobře ovládat své běžky, ale také se orientovat ve spleti různě rychle průjezdných cest. V tomto se LOB velmi podobá MTBO.
Lyžařský orientační běh se liší od klasického orientačního běhu nejen v použití běžek. Zatímco orientační běžci tráví většinu času během mimo cesty – v terénu, lyžařští orientační běžci se pohybují v běžkařské stopě.
Mapa je pro LOB (oproti klasické mapě pro pěší OB) pozměněna. Nejsou na ní zakresleny takové detaily jako na klasické mapě a naopak navíc jsou v ní lyžařské stopy nakreslené zelenou barvou. Zcela zásadní je klasifikace lyžařských stop, která by měla odpovídat jejich různé průjezdnosti, tedy rychlosti, kterou je na nich možno vyvinout. Do přemýšlení nad volbami postupů mezi kontrolami pak vstupuje délka, převýšení, ale právě i rychlost jednotlivých cest.
Lyžařský orientační běh je v ČR limitován sněhovými podmínkami. Závodní trať totiž vyžaduje protažení cest mimo klasickou síť běžkařských tras, tak aby byla trať výzvou i pro zkušené závodníky. Sezóna v České republice má jen několik měsíců. Příhodnější podmínky jsou severněji od České republiky, kde jsou závody lyžařského orientačního běhu o to oblíbenější. Populární je tento sport ve Skandinávii, špičkoví závodníci jsou i v Rusku a několika dalších zemích. Mistrovství světa v LOB se koná pravidelně od roku 1975, jednou za dva roky.
Lyžařský orientační běh je od roku 2014 součástí zimní olympiády dětí a mládeže. Má také ze všech orientačních odvětví nejblíže k zařazení do programu oficiálních zimních olympijských her.

## Disciplíny Lyžařského orientačního běhu
Lyžařský orientační běh má čtyři různé individuální disciplíny – sprint, krátkou trať (middle), klasickou trať (long). Kromě sprintu mohou být všechny zbývající tratě startovány hromadně nebo handicapově se ztrátami ze sprintu. Dále se závodí ve tříčlenných štafetách a nejmladší disciplínou jsou sprintové štafety dvojic, kdy každý člen týmu jede střídavě tři úseky.

#### Sprint a sprintové štafety
Sprint a sprintové štafety mají nejvyšší nároky na dovednost čtení mapy ve vysoké rychlosti i pohotového a správného rozhodování. Často najdeme i při sprintu těžké volby postupů, které se sice tolik časově neliší, ale jelikož se na takto krátké disciplíně (vítězný čas 13–15 minut) počítá každá sekunda, půlminutový rozdíl může být rozhodující ztráta.

#### Krátká trať (middle) a štafety
Krátká trať (middle) je často kombinací sprintu a klasické trati, tedy náročné volby postupu i husté sítě stop. Postupy sice nejsou tak dlouhé jako u delších tratí, hustota křižovatek však často umožní více variant postupů. Štafety jsou nejčastěji velmi podobné krátké trati, mívají však o něco méně kontrol.

#### Klasická trať (long)
Základem klasické trati je volba správných postupů na dlouhý úsecích mezi kontrolami, kdy rozdíly mezi jejich variantami mohou být velmi výrazné, a udržení vysoké rychlosti po celou dobu závodu. I tyto dlouhé závody často prochází oblastí s hustou sítí stop, kde závodník musí upravit svoji rychlost a pečlivě číst mapu. Na delších tratích je také jednodušší ztratit koncentraci a nesoustředit se na precizní mapování, podceněním složitosti sítě stop pak vznikají často velké chyby.